# Basket T71 Dudelange
Il Basket T71 Dudelange è una società cestistica avente sede a Dudelange, in Lussemburgo. Fondata nel 1954 come HBD Dudelange, nel 1971 assunse la denominazione attuale. Gioca nel campionato di pallacanestro lussemburghese.

## Palmarès
- Campionato lussemburghese: 13

1975, 1976, 1977, 1982, 1983, 1984, 1985, 2010, 2011, 2013, 2014, 2015, 2021
- Coppa del Lussemburgo: 12

1974, 1975, 1977, 1983, 1984, 1988, 1989, 2009, 2012, 2013, 2014, 2016